# Europees topschutter van het seizoen 2004/05
De titel Europees topschutter van het seizoen 2004/2005, ook wel bekend als de Gouden Schoen, werd gewonnen door de Fransman Thierry Henry, speler van Arsenal FC en de Uruguayaan Diego Forlán, spelend voor Villarreal CF.
Sinds het seizoen 1996/97 gaat de prijs niet meer automatisch naar de speler met de meeste doelpunten. De verschillende competities worden ingedeeld volgens de UEFA-coëfficiënten. De 5 sterkste competities hebben vermenigvuldigingsfactor 2. Competities 6 t/m 22 factor 1,5 en de rest heeft factor 1. Daardoor kan het gebeuren dat een speler uit een zwakkere competitie meer doelpunten heeft gescoord dan de winnaar van de Gouden Schoen.

## Eindstand Gouden Schoen seizoen 2004/2005
| Plaats | Speler              | Goals | Waarde | Punten | Club                |
| ------ | ------------------- | ----- | ------ | ------ | ------------------- |
| 1      | Thierry Henry       | 25    | x2     | 50     | Arsenal FC          |
|        | Diego Forlán        | 25    | x2     | 50     | Villarreal CF       |
| 3      | Samuel Eto'o        | 24    | x2     | 48     | FC Barcelona        |
|        | Marek Mintál        | 24    | x2     | 48     | 1. FC Nürnberg      |
|        | Cristiano Lucarelli | 24    | x2     | 48     | AS Livorno Calcio   |
| 6      | Alberto Gilardino   | 23    | x2     | 46     | Parma FC            |
| 7      | Fatih Tekke         | 30    | x1,5   | 45     | Trabzonspor         |
| 8      | Ricardo Oliveira    | 22    | x2     | 44     | Real Betis          |
|        | Roy Makaay          | 22    | x2     | 44     | FC Bayern München   |
| 10     | Dirk Kuijt          | 29    | x1,5   | 43,5   | Feyenoord           |
| 11     | Vincenzo Montella   | 21    | x2     | 42     | AS Roma             |
|        | Ronaldo             | 21    | x2     | 42     | Real Madrid CF      |
|        | Andy Johnson        | 21    | x2     | 42     | Crystal Palace FC   |
| 14     | Martin Kamburov     | 27    | x1,5   | 40,5   | Lokomotiv Plovdiv   |
| 15     | Alexander Frei      | 20    | x2     | 40     | Stade Rennais       |
|        | Dimitar Berbatov    | 20    | x2     | 40     | Bayer 04 Leverkusen |
|        | Luca Toni           | 20    | x2     | 40     | US Palermo          |
| 18     | Christian Giménez   | 26    | x1,5   | 39     | FC Basel            |
| 19     | Mirko Vučinić       | 19    | x2     | 38     | US Lecce            |
| 20     | Liédson             | 25    | x1,5   | 37,5   | Sporting Portugal   |
|        | John Hartson        | 25    | x1,5   | 37,5   | Celtic FC           |

## Bron
- Worldsoccer.com

1968/69 ·
1969/70 ·
1970/71 ·
1971/72 ·
1972/73 ·
1973/74 ·
1974/75 ·
1975/76 ·
1976/77 ·
1977/78 ·
1978/79 ·
1979/80 ·
1980/81 ·
1981/82 ·
1982/83 ·
1983/84 ·
1984/85 ·
1985/86 ·
1986/87 ·
1987/88 ·
1988/89 ·
1989/90 ·
1990/91 ·
1991/92 ·
1992/93 ·
1993/94 ·
1994/95 ·
1995/96 ·
1996/97 ·
1997/98 ·
1998/99 ·
1999/00 ·
2000/01 ·
2001/02 ·
2002/03 ·
2003/04 ·
2004/05 ·
2005/06 ·
2006/07 ·
2007/08 ·
2008/09 ·
2009/10 ·
2010/11 ·
2011/12 ·
2012/13 ·
2013/14 ·
2014/15 ·
2015/16 ·
2016/17 ·
2017/18 ·
2018/19